# Ґокі-сітідо

Кінай
Східноморський край (Токай)
Східногірський край (Тосан)
Північноземний край (Хокуріку)
Темногірський край (Сан'їн)
Світлогірський край (Санйо)
Південноморський край (Нанкай)
Західноморський край (Сайкай)

Ґокі-сітідо (яп. 五畿七道, ごきしちどう, «п'ять столичних провінцій, сім шляхів») — система територіально-адміністративного поділу Японії, започаткована у «правовій державі» VIII століття періоду Нара. Японський середньовічний синонім слова «Японія».

## Короткі відомості
Система ґокі-сітідо була запозичена японцями з Китаю наприкінці VII століття, за правління Імператора Темму, і модифікована у VIII столітті.
Адміністративно-територіального одиницею найвищого рівня в Китаї був «округ» (道, дао). На противагу цьому в Японії адміністративно-територіального одиницею найвищого рівня був «край» або «провінція» (国, куні). Запозичений японцями китайський «округ» (道, до) перетворився у надпровінційну одиницю, аналог «регіону». В Японії таких «регіонів» нараховувалося 7 (七道, сітідо). Вони складалися з провінцій, об'єднані спільним шляхом, який вів до столиці. Ці шляхи поділялися на великі, середні і малі, і були оснащенні станціями. Через це «регіони» часто перекладаються як «шляхи».
Виняток з системи «7 регіонів» становили 5 провінцій столичного регіону Кінай (畿内五国), які складали надпровінційну одиницю «5 столичних провінцій» або «столичний регіон» (五畿, ґокі). 
Поділ на регіони виглядав наступним:
«5 столичних провінцій» ґокі
- Кінай (畿内, «Столична округа»)

«7 шляхів» сітідо
- Східноморський край (東海道, Токай-до)　середній шлях
- Східногірський край (東山道, Тюсан-до)　середній шлях
- Північноземний край (北陸道, Хокуріку-до) малий шлях
- Темногірський край (山陰道, Сан'їн-до) малий шлях
- Світлогірський край (山陽道, Сан'йо-до)　великий шлях
- Південноморський край (南海道, Нанкай-до)　малий шлях
- Західноморський край (西海道, Сайкай-до)　малий шлях

За аналогією з сітідо у 1869 році в землях айнів була заснована територіальна одиниця Хоккайдо, «Північноморський край».
Система ґокі-сітідо припинила своє існування після адміністративної реформи 1871 року, яка започаткувала в Японії префектури.

## Провінції за регіонами
| Край             | Провінція    | Сучасна префектура  | Період існування |
| ---------------- | ------------ | ------------------- | ---------------- |
| Кінай            | Ідзумі       | Префектура Осака    |                  |
|                  | Каваті       | Префектура Осака    |                  |
|                  | Сеццу        | Префектура Осака    |                  |
|                  | Ямашіро      | Префектура Кіото    |                  |
|                  | Ямато        | Префектура Нара     |                  |
| Східноморський   | Ава (Канто)  | Префектура Тіба     |                  |
|                  | Іґа          | Префектура Міє      |                  |
|                  | Ідзу         | Префектура Сідзуока |                  |
|                  | Ісе          | Префектура Міє      |                  |
|                  | Кадзуса      | Префектура Тіба     |                  |
|                  | Кай          | Префектура Яманасі  |                  |
|                  | Мікава       | Префектура Айті     |                  |
|                  | Мусасі       | Префектура Токіо    |                  |
|                  | Оварі        | Префектура Айті     |                  |
|                  | Саґамі       | Префектура Канаґава |                  |
|                  | Сіма         | Префектура Міє      |                  |
|                  | Сімоса       | Префектура Тіба     |                  |
|                  | Суруґа       | Префектура Сідзуока |                  |
|                  | Тотомі       | Префектура Сідзуока |                  |
|                  | Хітаті       | Префектура Ібаракі  |                  |
| Східногірський   | Дева         | Префектура Ямаґата  |                  |
|                  | Кодзуке      | Префектура Ґумма    |                  |
|                  | Міно         | Префектура Ґіфу     |                  |
|                  | Муцу         | Префектура Міяґі    |                  |
|                  | Омі          | Префектура Сіґа     |                  |
|                  | Сімоцуке     | Префектура Тотіґі   |                  |
|                  | Сінано       | Префектура Наґано   |                  |
|                  | Хіда         | Префектура Ґіфу     |                  |
| Північноземний   | Вакаса       | Префектура Фукуй    |                  |
|                  | Етідзен      | Префектура Фукуй    |                  |
|                  | Етіґо        | Префектура Ніїґата  |                  |
|                  | Еттю         | Префектура Тояма    |                  |
|                  | Каґа         | Префектура Ісікава  |                  |
|                  | Ното         | Префектура Ісікава  |                  |
|                  | Садо         | Префектура Ніїґата  |                  |
| Темногірський    | Івамі        | Префектура Сімане   |                  |
|                  | Ідзумо       | Префектура Сімане   |                  |
|                  | Інаба        | Префектура Тотторі  |                  |
|                  | Тадзіма      | Префектура Хіого    |                  |
|                  | Тамба        | Префектура Кіото    |                  |
|                  | Танґо        | Префектура Кіото    |                  |
|                  | Хокі         | Префектура Тотторі  |                  |
|                  | Окі          | Префектура Сімане   |                  |
| Світлогірський   | Акі          | Префектура Хіросіма |                  |
|                  | Бідзен       | Префектура Окаяма   |                  |
|                  | Бінґо        | Префектура Хіросіма |                  |
|                  | Біттю        | Префектура Окаяма   |                  |
|                  | Мімасака     | Префектура Окаяма   |                  |
|                  | Наґато       | Префектура Ямаґуті  |                  |
|                  | Суо          | Префектура Ямаґуті  |                  |
|                  | Харіма       | Префектура Хіого    |                  |
| Південноморський | Ава (Сікоку) | Префектура Токусіма |                  |
|                  | Авадзі       | Префектура Хіого    |                  |
|                  | Ійо          | Префектура Ехіме    |                  |
|                  | Кії          | Префектура Вакаяма  |                  |
|                  | Санукі       | Префектура Каґава   |                  |
|                  | Тоса         | Префектура Коті     |                  |
| Західноморський  | Будзен       | Префектура Фукуока  |                  |
|                  | Бунґо        | Префектура Ойта     |                  |
|                  | Ікі          | Префектура Наґасакі |                  |
|                  | Осумі        | Префектура Каґосіма |                  |
|                  | Сацума       | Префектура Каґосіма |                  |
|                  | Тікуґо       | Префектура Фукуока  |                  |
|                  | Тікудзен     | Префектура Фукуока  |                  |
|                  | Хіґо         | Префектура Кумамото |                  |
|                  | Хідзен       | Префектура Саґа     |                  |
|                  | Хюґа         | Префектура Міядзакі |                  |
|                  | Цусіма       | Префектура Наґасакі |                  |